# Timna Nelson-Levy
Timna Nelson-Levy (n. 7 iulie 1994, Ierusalim, Israel) este o sportivă ce a reprezentat Israel, medaliată olimpică. A participat la o ediție a Jocurilor Olimpice (2020) în care a câștigat o medalie de bronz.